# ادلينغتون (تشيشير)
ادلينغتون (بالإنجليزية: Adlington, Cheshire)‏ هي قرية و أبرشية مدنية تقع في المملكة المتحدة في إنجلترا. يقدر عدد سكانها بـ 1,081 نسمة .

## أعلام
- بوب كوكي
- كارول ماثر